# Disturbo di panico
Il disturbo di panico è un disturbo d'ansia caratterizzato dal ripetersi di attacchi di panico improvvisi. Gli attacchi di panico sono episodi improvvisi di intensa paura che possono includere palpitazioni, sudorazione, tremori, fiato corto, intorpidimento o la sensazione che stia per accadere qualcosa di terribile. Questi sintomi raggiungono l'apice in pochi minuti. Gli attacchi di panico possono portare ad aver paura che si verifichino di nuovo, e si tende quindi a evitare le situazioni in cui sono avvenuti.
La causa del disturbo di panico è sconosciuta. Spesso può essere genetico. Il fumo, lo stress psicologico e un passato di abusi sono fattori di rischio. La diagnosi prevede l'esclusione di altre potenziali cause di ansia, inclusi altri disturbi mentali, malattie cardiache,ipertiroidismo e l'abuso di farmaci. Lo screening può essere effettuato tramite un questionario.
Il disturbo di panico viene solitamente trattato con sedute di psicoterapia e farmaci. Il tipo di terapia utilizzata è solitamente la terapia cognitivo comportamentale (CBT), che è efficace in più della metà delle persone. I farmaci utilizzati includono antidepressivi e occasionalmente benzodiazepine o beta-bloccanti . Dopo l’interruzione del trattamento, fino al 30% delle persone presenta una recidiva.
Il disturbo di panico si presenta circa nel 2,5% delle persone. Di solito si manifesta durante l'adolescenza o la prima età adulta, ma può insorgere a qualsiasi età. Tuttavia, è meno comune nei bambini e negli anziani. Le donne sono più soggette a presentare questo disturbo.